# Onegabukten

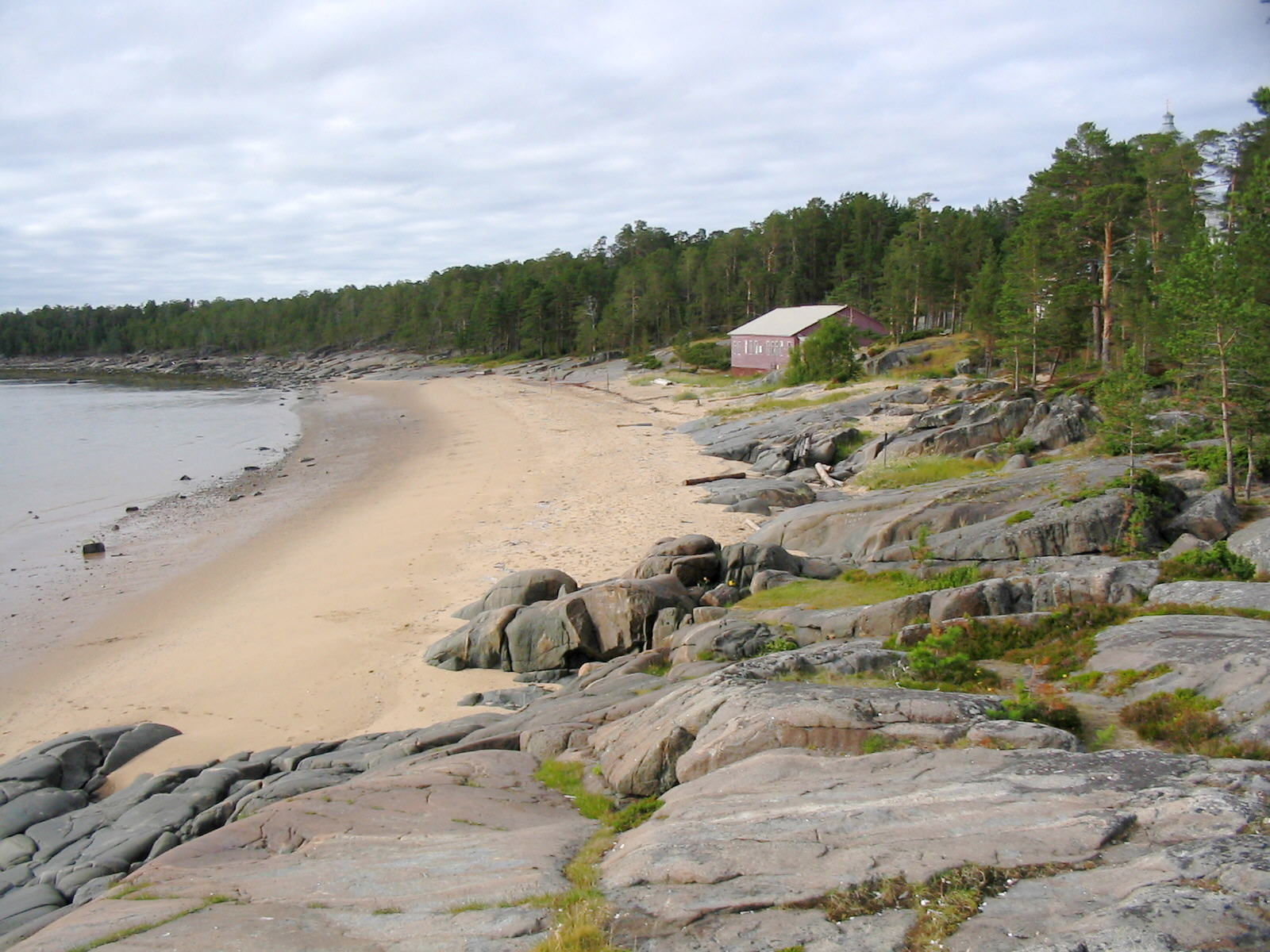
Strandkanten av Onegabukten vid ön Kij.

Onegabukten (på ryska Онежская губа eller Онежский залив) är en bukt i södra delen av Vita havet i nordvästra Ryssland, omgärdad av Karelska republiken i väster och Archangelsk oblast i öster. Den är 185 km lång, 50-100 km bred, 16 meter djup i genomsnitt och dess största djup är 36 meter.
Floderna Onega, Kem, Keret och Vyg har sitt utflöde i bukten. Bukten har en stor mängd mindre öar där de största och mest kända är Solovetskijöarna. På västkusten ligger staden Belomorsk och utloppet av Vitahavskanalen.

## Djurliv
Man räknar med att cirka 10%, (2 000-2 100 par) av världspopulationen av nominatformen av silltrut (Larus fuscus fuscus) häckar i Onegabukten (2007). Både underartens nordligaste häckningskoloni, på ön Malyj Robak, och dess östligaste, Zjizjgiön, ligger i Onegabukten. I motsats till i Östersjön har beståndet ökat, i varje fall sedan mitten av 1980-talet.